# Pierre-Paul Tarin de Cussy
Pierre-Paul Tarin de Cussy, militaire et haut fonctionnaire, fut le sixième gouverneur de l'île de la Tortue, de 1684 jusqu'à sa mort, le premier à être à la fois gouverneur de l'île de la Tortue et de la partie française de Saint-Domingue, alors réduite à quelques établissements sur la côte nord-est, en face de la Tortue.

## Biographie
À partir de 1684, Pierre-Paul Tarin de Cussy commence à mettre en œuvre les instructions de Louis XIV : l'objectif est de réduire la flibuste jugée trop turbulente et gênante pour les manœuvres diplomatiques de la France en Europe. Il offre par exemple un poste important au chevalier de Grammont. Il nomme Laurent de Graff chef de la police. Mais une bonne partie de flibustiers partent courir fortune dans les Mers du Sud, ou dans l'océan indien, la présence de la Marine royale étant désormais trop manifeste. 
Il développe Port-de-Paix au nord de I'île de Saint-Domingue, face à la Tortue. Le siège du gouverneur est transféré dans cette ville. Il poursuit l'œuvre de son prédécesseur avec des fortunes diverses, notamment de nouvelles émeutes au Cap-Français pour les mêmes causes : le refus des boucaniers de déposer leurs armes et de ne plus commercer avec les marchands hollandais qui s'occupaient de vendre en Europe leur tabac, Louix XIV voulant faire respecter le monopole de la ferme du tabac créée en 1674.
Dès 1671, des habitants de Leogane et Petit-Goâve s'étaient révoltés contre l'interdiction de commercer avec les hollandais et l'obligation de vendre, à ce moment-là, leur tabac à la Compagnie des Indes occidentales
Il passe la plus grande partie de son mandat à tenter de désarmer les boucaniers pour en faire des planteurs de sucre, et à les empêcher de s'en prendre aux navires espagnols. Mais, à partir de 1689, la guerre de la Ligue d'Augsbourg (1688-1697) ruine ces efforts car la France se retrouve en guerre contre l'Espagne et le 21 janvier 1691, il meurt dans un combat contre des militaires espagnols, à bataille de Limonade dans lequel près de 300 boucaniers trouvent la mort, raconté dans un livre du flibustier Raveneau de Lussan.
À partir d'octobre 1691, il est remplacé par le gouverneur Jean-Baptiste du Casse, qui avait été chargé en 1680 de régler un conflit avec les colons sur des esclaves dans la ville de Petit-Goâve et directeur de la Compagnie du Sénégal.

### Sources et bibliographie
- (fr) Philippe Hrodej, Saint-Domingue en 1690. Les observations du père Plumier, botaniste provençal, dans Outre-Mers. Revue d'histoire, 1997, no 317, p. 93-117 (lire en ligne)
- (en) James Pritchard, In Search of Empire : The French in the Americas, 1670-1730, Cambridge University Press, 2004 (lire en ligne)
- (en) Angus Konstam, Buccaneers 1620-1700, Osprey Publishing, 2000 (lire en ligne)